# Villodrigo
Villodrigo est une commune d'Espagne de la province de Palencia dans la communauté autonome de Castille-et-León. Elle fait partie de la comarque naturelle d'El Cerrato.

## Histoire
La bataille de Villodrigo est un des combats de la Guerre d'Espagne. Elle se déroule le 23 octobre 1812. La 1re légion de gendarmerie à cheval, appartenant à la brigade de cavalerie de l'Armée du Nord, se heurte à la cavalerie anglaise. Chargeant au sabre, elle enfonce les lignes ennemies, faisant 250 tués et 85 prisonniers. Le colonel Béteille, commandant la brigade, reçoit 12 coups de sabre et survit à ses blessures.